# Enrique Miret Magdalena
Enrique Miret Magdalena   (Saragossa, 12 de gener de 1914 - Madrid, 12 d'octubre de 2009) va ser un teòleg laic especialitzat en ètica i sociologia. Va ser professor d'Ètica a la Universidad Complutense de Madrid.
Va publicar uns 25 llibres i va escriure durant vint anys per a la revista Triunfo, així com per a altres publicacions.

## Biografia
Va realitzar els seus estudis primaris als jesuïtes i als maristes, de Madrid. Estudia el batxillerat en el Liceu Francès de la mateixa ciutat, Doctor en Ciències Químiques per la Universitat Central de Madrid (1943) i catedràtic d'Ètica. Va escriure més de 2.000 articles i més d'una vintena de llibres, a més de fer classes tant a la Universitat Pontifícia de Salamanca com a la Universitat Pontifícia Comillas, i al Mary Ward College, de Psicologia Moral.
Sol·licita l'ingrés a la Companyia de Jesús a 1936, per la qual cosa va haver de demanar asil a l'Ambaixada del Paraguai. No obstant això, la guerra civil espanyola va fer que la seva vida transcorregués per altres camins.
Va fundar i va ser president nacional del moviment Associació de joves cristians YMCA (Young Men's Christian Association) a Espanya, a més de vicepresident europeu. Va participar com a convidat en diverses sessions del Concili Vaticà II.
Va col·laborar entre altres publicacions a la revista progressista catòlica El Ciervo; al diari Informaciones i a la desapareguda revista Triunfo.
Va ser president i vicepresident de la Confederació de la Petita i Mitjana Empresa (COPYME) a Espanya des del juny de 1978 fins al novembre de 1979, dimitint del càrrec per pròpia decisió. La COPYME estava enfrontada a la CEPYME. El 7 de desembre de 1982 va ser nomenat director general de Protecció de Menors del Ministeri de Justícia d'Espanya, càrrec que va exercir durant quatre anys, durant el primer govern de Felipe González.
Va presidir l'Associació de Teòlegs Joan XXIII, i de manera honorària, l'ONG Missatgers de la Pau, guanyadora del Premi Príncep d'Astúries.